# Rafael Lemes dos Santos
Rafael Lemes dos Santos (sinh ngày 1 tháng 4 năm 1993) là một cầu thủ bóng đá người Brasil.

## Sự nghiệp câu lạc bộ
Rafael Lemes dos Santos đã từng chơi cho Albirex Niigata.